# Anabarhynchus simplex
Anabarhynchus simplex är en tvåvingeart som beskrevs av Lyneborg 1992. Anabarhynchus simplex ingår i släktet Anabarhynchus och familjen stilettflugor. Inga underarter finns listade i Catalogue of Life.